# Eric Paterson
Pour les articles homonymes, voir Paterson.
Eric Paterson (né le 11 septembre 1929 à Edmonton et mort le 14 janvier 2014 à Sherwood Park) est un joueur de hockey sur glace. Il participe aux Jeux olympiques d'hiver de 1952 et devient champion olympique avec le Canada.

## Palmarès

### Jeux olympiques
- Médaille d'or aux Jeux olympiques de 1952 à Oslo en Norvège